# Annie Morrill Smith
Annie Elizabeth Morrill Smith (13 de febrero de 1856 – 1946) fue una botánica y brióloga de Brooklyn. Fue una aficionada en gran parte autodidacta que llegó a ser importante para la Sullivant Moss Society. De 1906 a 1911, se desempeñó como editora exclusiva de The Bryologist. También publicó una serie de importantes libros genealógicos.

## Sociedad Estadounidense de Briología y Liquenología
Cuando joven, Annie estudió botánica en el extranjero, y se interesó en briófitas y líquenes. Conoció a Elizabeth Gertrude Britton y a Abel Joel Grout (Grout 1867-1947, cofundadores de la Sociedad Briológica Sullivant. Después de que su marido murió en 1899, Annie se convirtió en "editora asociada" del The Bryologist, a la sazón la publicación de la Sociedad. En 1905, se convirtió en la editora principal, y sirvió en ese cargo hasta 1911. Durante ese periodo, usó gran parte de su riqueza personal para mantener a la sociedad solvente. Ocupó el cargo de tesorera de la Sociedad durante 10 años, vicepresidenta siete años, y presidenta dos años.

## Algunas publicaciones

### Genealogía
Su atención a los detalles la hizo una genealogista natural. Publicó varios libros importantes, entre ellos:
- 1914.  Morrill Kindred in America. 180 pp. Reimpreso por BiblioBazaar, 172 pp. 2008 ISBN 0559237170

- 1921. Ancestors of Henry Montgomery Smith and Catherine Forshee. 139 pp.

- 1908. Memory pictures. Con Harriet Langdon Williams. 89 pp. Reimpreso por BiblioBazaar, 170 pp. ISBN 1179249976

- From One Generation To Another

### Reino Vegetal
- 1904. Corrected and Enlarged List of Plants Found on the Adirondack League Club Tract. Con Caroline Coventry Haynes. Edición reimpresa de P. F. McBreen, 61 pp.

- 1898. List of plants found on the Adirondack League Club tract

- 1896. Botany of Little Moose Region

- La abreviatura «A.M.Sm.» se emplea para indicar a Annie Morrill Smith como autoridad en la descripción y clasificación científica de los vegetales.[3]